# 橋灣龍屬
橋灣龍屬（屬名：Qiaowanlong）是蜥腳下目恐龍的一屬。身長估計值約12公尺，體重為10公噸左右。橋灣龍起初被認為是第一個在中國發現的腕龍科，後來發現可能屬於更先進的盘足龙科，並與盤足龍、長生天龍是近親。

在2007年，化石發現於中國甘肅省新民堡群，地質年代為白堊紀早期（阿爾比階），約一億年前。化石包含：三節連接的頸椎、骨盆右側、以及數個無法判別位置的骨頭。在2009年的《英国皇家學會學報B》上正式發表。模式種是康熙橋灣龍（Q. kangxii）。

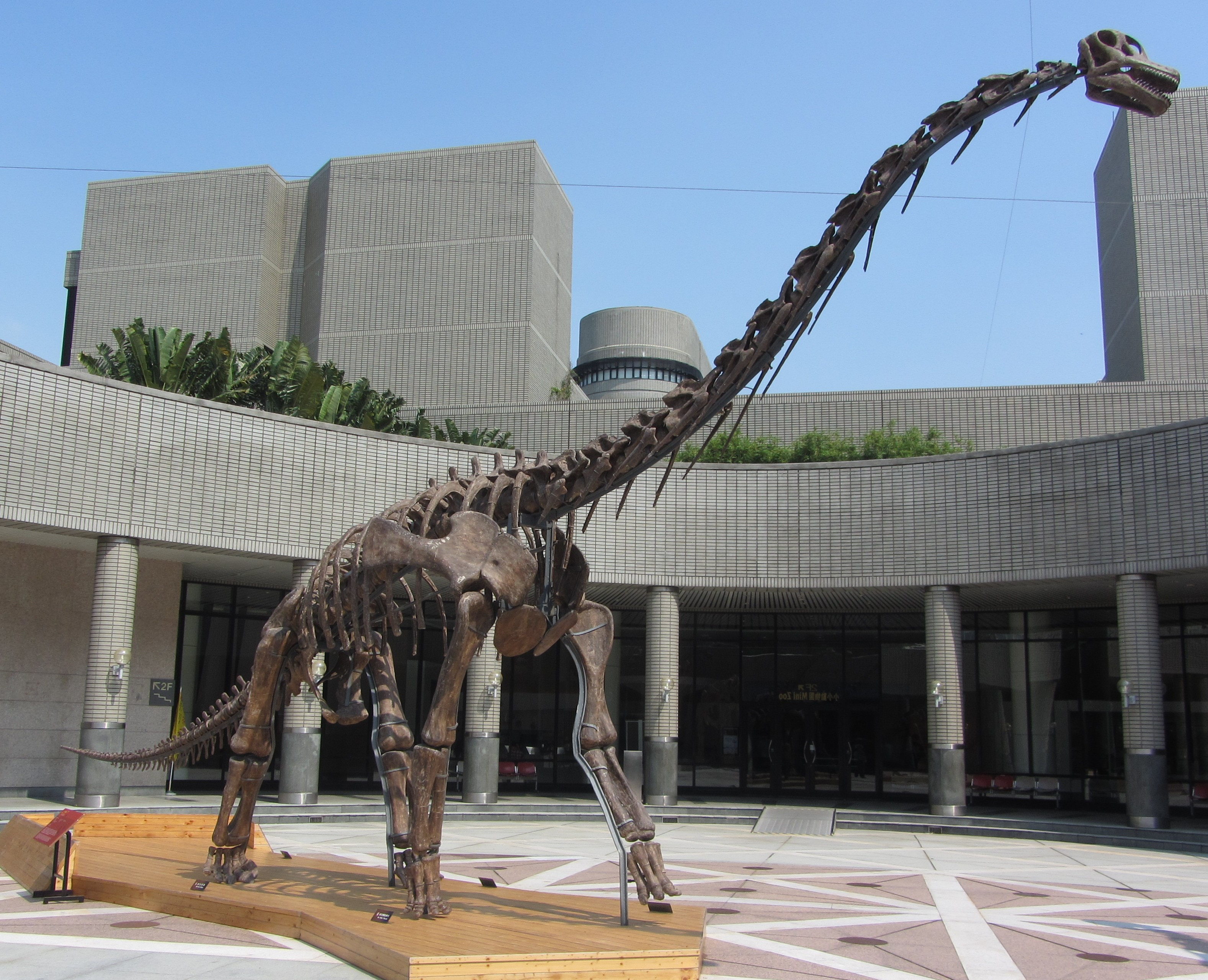
國立自然科學博物館展出中的康熙橋灣龍骨架。

## 外部連結
- Bifid Brachiosaurs, Batman! （页面存档备份，存于） and
- More on Qiaowanlong already （页面存档备份，存于）, blog posts at Sauropod Vertebra Picture of the Week concerning Qiaowanlong